# اونتریوخ
اونتریوخ (به آلمانی: Unterjoch) یک منطقهٔ مسکونی در آلمان است که در باد هیندلانگ واقع شده‌است. اونتریوخ ۳۵۰ نفر جمعیت دارد.